# (2988) Korhonen
(2988) Korhonen (1943 EM) – planetoida z pasa głównego asteroid okrążająca Słońce w ciągu 4,21 lat w średniej odległości 2,61 j.a. Odkryta 1 marca 1943 roku.